# IC 1115
IC 1115 је група звијезда у сазвјежђу Вага која се налази на листи објеката дубоког неба у Индекс каталогу.
Деклинација објекта је - 4° 28' 28" а ректасцензија 15h 22m 19,0s.